# Sant Roman e los Ateus
Saint-Romain-les-Atheux és un municipi francès situat al departament del Loira i a la regió d'Alvèrnia-Roine-Alps. L'any 2007 tenia 918 habitants.

## Demografia

### Població
El 2007 la població de fet de Saint-Romain-les-Atheux era de 918 persones. Hi havia 332 famílies de les quals 63 eren unipersonals (39 homes vivint sols i 24 dones vivint soles), 95 parelles sense fills, 150 parelles amb fills i 24 famílies monoparentals amb fills.
La població ha evolucionat segons el següent gràfic:
Habitants censats

### Habitatges
El 2007 hi havia 407 habitatges, 334 eren l'habitatge principal de la família, 55 eren segones residències i 18 estaven desocupats. 388 eren cases i 19 eren apartaments. Dels 334 habitatges principals, 279 estaven ocupats pels seus propietaris, 46 estaven llogats i ocupats pels llogaters i 9 estaven cedits a títol gratuït; 1 tenia una cambra, 12 en tenien dues, 33 en tenien tres, 75 en tenien quatre i 214 en tenien cinc o més. 283 habitatges disposaven pel capbaix d'una plaça de pàrquing. A 122 habitatges hi havia un automòbil i a 200 n'hi havia dos o més.

### Piràmide de població
La piràmide de població per edats i sexe el 2009 era:
| Homes | Edats   | Dones |
| ----- | ------- | ----- |
| 0     | 95 o +  | 0     |
| 0     | 90 a 94 | 0     |
| 0     | 85 a 89 | 8     |
| 0     | 80 a 84 | 0     |
| 4     | 75 a 79 | 0     |
| 16    | 70 a 74 | 0     |
| 16    | 65 a 69 | 8     |
| 16    | 60 a 64 | 36    |
| 32    | 55 a 59 | 8     |
| 16    | 50 a 54 | 32    |
| 48    | 45 a 49 | 44    |
| 24    | 40 a 44 | 40    |
| 36    | 35 a 39 | 36    |
| 40    | 30 a 34 | 52    |
| 12    | 25 a 29 | 4     |
| 16    | 20 a 24 | 20    |
| 28    | 15 a 19 | 24    |
| 40    | 10 a 14 | 32    |
| 32    | 5 a 9   | 48    |
| 8     | 0 a 4   | 28    |

## Economia
El 2007 la població en edat de treballar era de 627 persones, 456 eren actives i 171 eren inactives. De les 456 persones actives 433 estaven ocupades (234 homes i 199 dones) i 23 estaven aturades (12 homes i 11 dones). De les 171 persones inactives 69 estaven jubilades, 77 estaven estudiant i 25 estaven classificades com a «altres inactius».

### Ingressos
El 2009 a Saint-Romain-les-Atheux hi havia 344 unitats fiscals que integraven 945 persones, la mediana anual d'ingressos fiscals per persona era de 19.023 €.

### Activitats econòmiques
Dels 20 establiments que hi havia el 2007, 1 era d'una empresa alimentària, 1 d'una empresa de fabricació d'altres productes industrials, 4 d'empreses de construcció, 5 d'empreses de comerç i reparació d'automòbils, 3 d'empreses de transport, 2 d'empreses d'hostatgeria i restauració, 2 d'empreses de serveis, 1 d'una entitat de l'administració pública i 1 d'una empresa classificada com a «altres activitats de serveis».
Dels 5 establiments de servei als particulars que hi havia el 2009, 2 eren paletes, 1 guixaire pintor, 1 lampisteria i 1 saló de bellesa.
L'únic establiment comercial que hi havia el 2009 era una fleca.
L'any 2000 a Saint-Romain-les-Atheux hi havia 22 explotacions agrícoles que ocupaven un total de 572 hectàrees.

## Equipaments sanitaris i escolars
El 2009 hi havia una escola elemental.

## Poblacions més properes
El següent diagrama mostra les poblacions més properes.